# マメルトゥス
ヴィエンヌのマメルトゥス（Mamertus, 生年不明 - 476年頃）は、ガリア（現在のリヨン近くにある）・ヴィエンヌの司教であり、ローマ・カトリック教会の聖人である。

## 来歴
彼がヴィエンヌ司教となるまでのことは、ほとんど何も知られていない。神学者クラウディアヌス・マメルトゥスの兄弟であり、クラウディアヌスが知的に優れた家庭環境にあったため、カトリック百科事典では「ヴィエンヌのマメルトゥスも同じ裕福な家庭の出ではないか」と推測している。司祭として活躍を始めたのは、461年か462年と見られている。
マメルトゥスは教会内での政治的抗争運動で有名である。アルルの司祭とヴィエンヌとの教会組織内における勢力の優劣を争い、司教管区の拡大という形で問題が表面化し、時のローマ教皇ヒラルスから破門される危惧さえあった程だという。
彼のローマ・カトリック教会での記念日は、5月11日である。